# Linie následnictví albánského trůnu
Následnictví albánského trůnu užívalo jako systému určení následnictví trůnu salické právo. Moderní albánská monarchie byla ustanovena roku 1912 jako knížectví a velmocemi byl zvolen knížetem Vilém z Wiedu, kvůli válce byl ale kníže Vilém nucen Albánii opustit, i když formálně zůstal hlavou státu. To se změnilo v roce 1925, kdy byla monarchie zrušena a vyhlášena republika. Republika byla zrušena po třech letech v roce 1928 a místní šlechtic a předtím prezident Ahmet Zogu se prohlásil králem Albánců jako Zog I. Kníže Vilém z Wiedu si ale i přes to nárokoval legitimní právo na trůn. Monarchie byla opětovně zrušena v roce 1946. Potomci knížete Viléma vymřeli jeho jediným synem Karlem Viktorem v roce 1973, a tak zůstávají potomci Zoga I. jedinými nárokovateli (pretendenty) trůnu. Současným pretendentem je od roku 2011 princ Leka II. Zogu, který je hlavou dynastie Zogu.
Následnictví zrušeného albánského trůnu stanovovala Fundametální ústava z roku 1928 (konkrétně část 2., kapitola 2., sekce A, resp. články 51, 52 a 53). Následnictví trůnu bylo stanoveno primogeniturně pouze v mužské linii (viz salické právo) pro potomky krále Zoga I. Pokud by nebylo mužských potomků krále Zoga I. mohl král jmenovat následníkem trůnu některého ze svých bratrů, synovců, strýců nebo bratranců. V tomto případě ale musí s výběrem souhlasit parlament. 
Pokud král nevyužije své pravomoci jmenovat následníka a trůn zůstane uprázdněný, parlament může vybrat některého mužského člena královy rodiny, aby se stal následníkem trůnu. Pokud ale nejsou žádní takoví mužští dědicové trůnu, může parlament vybrat následníkem trůnu některého syna dcer či sester krále. V tomto případě se ale musí jednat o osobu albánského původu. Pokud by trůn i přes všechny možnosti zůstal uprázdněný, může parlament zvolit jiného následníka, který však musí být albánského původu.

## Současná linie následnictví
Linie následnictví albánského trůnu je následující:
- Xhemal Paša Zogolli
  -  JV král Zog I. (1895–1961)
    - Jkv Leka, korunní princ albánský (1939–2011)
      - Jkv Leka Zogu Albánský (*1982)

  - Xhelal Bej Zogu (1881–1944)
    - Skënder Zogu (*1933)
    -  Mirgin Zogu (*1934)
      - Alexandr Zogu
      -  Michael Zogu